# Dalak
Dalak (albanisch auch Dalaku, oder auch Dolak/-u, serbisch Дољак Doljak) ist ein Dorf in der Gemeinde Vushtrria im Kosovo.

## Geographie
Dalak befindet sich rund zwei Kilometer westlich der im Amselfeld gelegenen Stadt Vushtrria. Das Dorf liegt am Fuße der sich westlich erhebenden Hügellandschaft der Drenica-Region, zu der Dolak auch historisch gehört. Benachbarte Ortschaften sind im Norden Shtitarica und im Süden Bukosh.
Zu Dalak gehören die Ortsteile Osmani, Smakolli, Kelmendi und Kuqi/Kuçi.

## Bevölkerung
Bei der Volkszählung 2011 wurden für Dalak 786 Einwohner erfasst. Von ihnen sind 784 (99,75 %) Albaner und eine Person Bosniake.
| Volkszählung | 1948 | 1953 | 1961 | 1971 | 1981 | 1991 | 2011 |
| ------------ | ---- | ---- | ---- | ---- | ---- | ---- | ---- |
| Einwohner    | 116  | 152  | 230  | 367  | 555  | 687  | 786  |

## Persönlichkeiten
- Bahri Kuqi (1971–1999), UÇK-Kommandant